# Afonso I van Kongo
Afonso I van Kongo (ca. 1456 - 1543), ook bekend onder de namen Mvemba a Nzinga en Nzinga Mbemba, was de langst heersende koning van het koninkrijk Kongo. Hij regeerde van 1506 tot ca. 1543, een periode waarin Kongo werd omgedoopt tot een christelijk koninkrijk en een sterke band met Portugal aanhaalde.

## Levensloop
Afonso was een zoon van koning João I van Kongo. In 1491 lieten João en Afonso zich bekeren tot het christendom en namen ze hun Portugese doopnamen aan. Onder de heerschappij van zijn vader regeerde hij over de noordoostelijke provincie Nsundi. Toen João weer afstand deed van het katholicisme ving Alfonso de verbannen missionarissen op in zijn provincie. Na het overlijden van de koning in 1506 brak er een machtsstrijd uit om de troon van Kongo. Met de steun van zijn aanhangers, waaronder zijn moeder, versloeg Afonso zijn niet-katholieke halfbroer Mpanzu a Kitima. Zelf schreef hij de overwinning toe aan een goddelijke interventie, geïnspireerd door een visioen van Sint Jacob.
Aan het begin van zijn heerschappij riep Afonso het katholicisme uit tot staatsgodsdienst. Hij liet katholieke kerken en scholen bouwen en zijn zoon Henrique werd te Rome ingewijd als bisschop. In 1512 sloot hij een verdrag met de Portugese koning Emanuel I, waarin hij de Portugezen vele handelsprivileges toekende. Hij herbouwde zijn hoofdstad met steen en breidde zijn koninkrijk uit in het zuiden en oosten.
Vanaf 1514 kwam de slavenhandel in Kongo op gang. Afonso probeerde de slavenhandel aanvankelijk te reguleren met een koninklijke monopolie, maar deze werd constant geschonden. Met de inkomsten van de slavenhandel, ivoorhandel en raffiahandel trok hij Portugese ambachtslieden en bovenal missionarissen aan. De meeste ambachtslieden verzuimden echter hun aangewezen taak uit te voeren en werden slavenhandelaars; de missionarissen bleken lui, corrupt en omkoopbaar, hielden concubines en leefden als edelen. Afonso deed tweemaal beroep op pauselijke interventie, maar werd niet gehoord. Verder importeerde Kongo stoffen, wijn en luxeproducten ten behoefte van de Kongolese adel. Deze producten werden naarmate zo noodzakelijk geacht dat alle inkomsten hieraan werden uitgegeven. Vanaf 1526 probeerde Afonso tevergeefs de slavenhandel te verbieden.
De Portugezen geloofden onterecht dat Afonso minerale rijkdommen verborgen hield, en op Paaszondag 1540 werd er tijdens de mis een aanslag op zijn leven gepleegd, die hij ternauwernood wist te ontkomen. Hij overleed rond 1543 en werd opgevolgd door zijn zoon Pedro I, die na een staatsgreep plaats moest maken voor zijn neef Diogo I. Afonso liet een enorm nageslacht na: na vijfentwintig jaar op de troon had Afonso al 300 klein- en achterkleinzonen. Het aantal troonpretendenten werd uiteindelijk zo groot dat het koninklijk huis werd verscheurd in vijandige facties, wat uiteindelijk in 1665 zou leiden tot een burgeroorlog.